# Glenniea penangensis
Espèce
Statut de conservation UICN

 VU  : Vulnérable
Glenniea penangensis est une espèce de plantes du genre Glenniea de la famille des Sapindacées.